# Perzijska ekspedicija (1796)
Predloga:Campaignbox Russo-Persian Wars
Perzijska ekspedicija leta 1796 je bila izvedena na ukaz Katarine Velike; kljub temu da se je končala z rusko zmago, so se ruski vojaki umaknili nazaj na izhodiščne položaje. 